# Ulead PhotoImpact
O Ulead PhotoImpact foi  um programa informático de edição de imagem produzido pela Ulead e diferentemente Adobe Photoshop, este programa possuía várias capacidades, incluindo o tratamento de camadas. Era um programa ideal para utilizadores domésticos e para as pequenas empresas. Através deste, podia-se importar fotografias do scanner (digitalizador) ou da câmara digital fotográfica.
Em  2004 foi posta à venda a edição 10 que tinha um  preço de venda de cerca 100 € nas grandes superfícies comerciais. A suite inclui além do Photoimpact, o Phoimpact Album (para criar álbuns de fotografias), O Ulead Cool 360 (para criar fotos panorâmicas), o Ulead GIF Animator (animação de Graphics Interchange Format) e o Ulead Photo Explorer para a gestão das fotografias do computador.
A  última versão foi a PhotoImpact X3 lançada em 2008 pela Corel Corporation que tinha adquirido  a Ulead Systems.
Em 2009, a Corel Corporation descontinuou este produto, centrando as suas preocupações pelo tratamento de imagem no  Paint Shop Pro.

## História das versões
| Version                 | Release date | Reference |
| ----------------------- | ------------ | --------- |
| PhotoImpact 3           | 1996         | [ 1 ]     |
| PhotoImpact 4           | 1997         | [ 1 ]     |
| PhotoImpact 5           | 1999         | [ 1 ]     |
| PhotoImpact 6           | 2000         | [ 1 ]     |
| PhotoImpact 7           | 2001         | [ 2 ]     |
| PhotoImpact 8           | 2002         | [ 3 ]     |
| PhotoImpact XL SE (8.5) | 2003         | [ 4 ]     |
| PhotoImpact 10          | 2004         | [ 5 ]     |
| PhotoImpact 11          | 2005         | [ 6 ]     |
| PhotoImpact 12          | 2006         | [ 7 ]     |
| PhotoImpact X3          | 2008         | [ 8 ]     |